# José Duarte
José Duarte Montilla (Córdoba, 21 de enero de 1928-Madrid, 21 de enero de 2017) fue un pintor español miembro del grupo Equipo 57.

## Biografía
José Duarte estudió en la Escuela de Bellas Artes Santa Isabel de Hungría de Sevilla desde 1944. Participó en una exposición de arte taurino que se celebró en la Facultad de Veterinaria de Córdoba en 1948, con un retrato de Lagartijo el grande. En 1950 se graduó en Bellas Artes y expuso en la Sala Municipal de Arte de Córdoba. Al año siguiente, inicia su etapa como profesor de Dibujo en la Escuela de Artes y Oficios de Córdoba.

### Grupo Espacio
En 1953 asiste al Congreso Internacional de Arte Abstracto de Santander, donde pudo visitar la Exposición Internacional de Arte Abstracto abierta en el Museo Municipal.
En 1954 funda junto a su amigo Juan Serrano el efímero Grupo Espacio. Sus primeras influencias vienen de la mano de Daniel Vázquez Díaz. Su creciente interés por la abstracción le acerca a pintores como Jorge Oteiza o al arquitecto Rafael de la Hoz. 
Viaja a París en 1956 con el pintor y amigo Juan Serrano. Allí conocen al galerista Kanhweiler y visitan a Picasso en Vallauris. Empieza a merodear por el café Rond Point de París, donde tendrá lugar el nacimiento, en mayo de 1957, del grupo de arte Equipo 57, grupo que estuvo activo hasta 1962.

## Equipo 57
El Equipo 57 se constituyó en París, en mayo de 1957, integrado por jóvenes artistas y arquitectos preocupados por formas conceptuales. Los fundadores fueron los escultores Jorge Oteiza y Luis Aguilera, los pintores José Duarte, Ángel Duarte y Agustín Ibarrola, así como el arquitecto y pintor Juan Serrano. Influidos por el arte informal, cultivaron un estilo abstracto geométrico y usaron un cromatismo muy intenso. Durante los primeros años, el Equipo celebró exposiciones en París, Copenhague y Madrid, entre otras ciudades.
En 1959, junto a otros compañeros del grupo, se afilia al PCE, lo que habla de su creciente compromiso social.
El grupo se disolverá en 1963, con la detención de Agustín Ibarrola. En ese momento, José Duarte se replantea sus objetivos como artista.

## Pintura social
Hacia 1965 el pintor se integra en el grupo de grabadores Estampa Popular, e interviene en muchas de sus exposiciones. Comienza una etapa figurativa, que no abandonará ya en el resto de su carrera. A partir de una figuración expresionista de marcado contenido social y plagada de ironía (niños deformes, monjas, bloques de viviendas estériles, barriles de petróleo), Duarte evolucionará hacia posiciones cada vez más realistas. Son famosas sus labradoras, mujeres que reflejan  la dureza de la vida rural andaluza. En 1966 obtuvo el Premio de Honor en el Certamen de Pintura y Escultura de la Diputación de Córdoba con su cuadro La barquilla verde.

## Década de 1980
Hacia 1980 Duarte cambia de vida. Deja Córdoba y se instala en Madrid. Sus obras se tiñen de hiriente esnobismo. Zapatos de diseño, piscinas y bañistas, casas ostentosas, fiestas banales. Es el llamado pop art. No obstante, durante unos años, Duarte deja de exponer. En 1991 decide sacar a la luz todos los trabajos realizados en esa etapa. Desde ese momento, su figuración se torna a motivos más íntimos y sensuales, ambientados en entornos cotidianos. 